# Боэ (избирательный округ)
Боэ — избирательный округ в Науру. Один из восьми округов, является самым маленьким округом, занимаемая площадь составляет всего 0,66 км². Включает территорию административного округа Боэ. От округа Боэ в парламент Науру избирается 2 депутата в Ярене.
Нынешними представителями Боэ (после выборов 2013 года) в парламенте Науру являются Мэтью Бациуа и Барон Вака. Ранее этот район представляли: Кенос Арои, Клинтон Бенджамин, Росс Кейн, Кинза Клодумар (также представлял округ Айво), Аппи Дейгоронго, Хаммер Деробурт.
По итогам выборов 9 июля 2016 года было подано 569 действительных и 10 недействительных голосов.